# Anoplonotus
Anoplonotus is een geslacht van kreeftachtigen uit de klasse van de Malacostraca (hogere kreeftachtigen).

## Soort
- Anoplonotus politus Smith, 1883

## Synoniem
- Munidopsis polita (Smith, 1883)